# Назія (Назієвське міське поселення)
На́зія (рос. Назия, фін. Naasia) — поселення міського типу в Кіровському районі Ленинградської області Росії. Центр Назієвського міського поселення.
Населення — 4882 жителів (1 січня 2010 року)
Селище розташоване у центральній частині області, на берегах річок Лаві і Коврі, за 80 км на схід від Санкт-Петербурга і за 43 км від районного центра — міста Кіровськ. Автомобільною дорогою з'єднаний з автотрасою М18 «Кола». Залізнична станція Жихарєво на линії Мга — Волхов.
На південь від Назії розташовані колишні 1, 2, 3, 4, 5-е Робітничі селища, побудовані для службовців торфорозробок.

## Історія
Населений пункт утворений згідно з планом «ДЕЕЛРО» 1933 року як центр району торфорозробок при залізничній станції Жихарєво. Торфорозробки велись до кінця XX століття, діяли численні гілки вузькоколійної залізниці. Останню ділянку вузькоколійної залізниці було повністю розібрано 2001 року.
Статус селища міського типу — з 27 грудня 1933 року.

## Демографія
Зміна чисельності населення за період з 1939 по 2010 рік:

## Економіка
Працює комбінат будівельних матеріалів «Барикада», підприємство з переробки газового конденсату, ТОВ «Назієвський паливний комплекс».

## Місцеві пам'ятки
Руїни церкви Тихвінської ікони Божої матері (1784—1786).